# Entlebuch
Pour les articles homonymes, voir Entlebuch (homonymie).
Entlebuch est une commune suisse du canton de Lucerne, située dans l'arrondissement électoral d'Entlebuch. En 2001, le territoire a été inclus dans le Programme sur l'homme et la biosphère par l'UNESCO. 

Vue aérienne de 300 m par Walter Mittelholzer (1922)

## Culture et patrimoine

### Héraldique
| Blason | Blasonnement : De gueules à un hêtre arraché d'argent à sept branches feuillées de sinople |